# ماريو رودريغيز كوبوس
ماريو رودريغيز كوبوس (بالإسبانية: Silo)‏ هو فيلسوف وكاتب أرجنتيني، ولد في 6 يناير 1938 في مندوزا في الأرجنتين، وتوفي بنفس المكان في 16 سبتمبر 2010.

## وصلات خارجية
- الموقع الرسمي